# Liste der Naturdenkmale in Vogt
| Naturdenkmale | Anzahl |
| ------------- | ------ |
| FND           | 5      |
| END           | 15     |
| Gesamt        | 20     |

Die Liste der Naturdenkmale in Vogt nennt die verordneten Naturdenkmale (ND) der im baden-württembergischen Landkreis Ravensburg liegenden Gemeinde Vogt. In Vogt gibt es insgesamt 20 als Naturdenkmal geschützte Objekte, davon 5 flächenhafte Naturdenkmale (FND) und 15 Einzelgebilde-Naturdenkmale (END).
Stand: 1. November 2016.

## Flächenhafte Naturdenkmale (FND)
| Name                     | Bild | Kennung     | Einzelheiten | Position | Fläche Hektar | Datum         |
| ------------------------ | ---- | ----------- | ------------ | -------- | ------------- | ------------- |
| Deiberser Weiher         | BW   | 84360780203 | Vogt         | ⊙        | 2,3           | 30. Nov. 1988 |
| Flachmoor Hankel         | BW   | 84360780212 | Vogt         | ⊙        | 1,8           | 30. Nov. 1988 |
| Flachmoor Moos           | BW   | 84360780201 | Vogt         | ⊙        | 1,4           | 30. Nov. 1988 |
| Quellmoor Boschen        | BW   | 84360780199 | Vogt         | ⊙        | 0,4           | 30. Nov. 1988 |
| Quellmoor Untersteig     | BW   | 84360780189 | Vogt         | ⊙        | 0,3           | 30. Nov. 1988 |
| Legende für Naturdenkmal |      |             |              |          |               |               |

## Einzelgebilde (END)
| Name                                      | Bild | Kennung     | Einzelheiten | Position | Fläche Hektar | Datum         |
| ----------------------------------------- | ---- | ----------- | ------------ | -------- | ------------- | ------------- |
| Bergahorn an der K 7993 ö. von Vogt       | BW   | 84360782718 | Vogt         | ⊙        | 0,0           | 6. Okt. 1975  |
| Esche in Holzmühle                        | BW   | 84360782713 | Vogt         | ⊙        | 0,0           | 31. Okt. 1969 |
| Sommerlinde bei Hof Hymer in Waldeck      | BW   | 84360782712 | Vogt         | ⊙        | 0,0           | 31. Okt. 1969 |
| Sommerlinde bei Kapelle in Heißen         | BW   | 84360782707 | Vogt         | ⊙        | 0,0           | 31. Okt. 1969 |
| Sommerlinde in Füßinger                   | BW   | 84360782705 | Vogt         | ⊙        | 0,0           | 19. Feb. 1963 |
| Sommerlinde in Grund                      | BW   | 84360782708 | Vogt         | ⊙        | 0,0           | 31. Okt. 1969 |
| Sommerlinde in Marktanner (Hof Huonker)   | BW   | 84360782711 | Vogt         | ⊙        | 0,0           | 31. Okt. 1969 |
| Sommerlinde in Moos                       | BW   | 84360782706 | Vogt         | ⊙        | 0,0           | 14. Aug. 1969 |
| Sommerlinde in Windbühl                   | BW   | 84360782703 | Vogt         | ⊙        | 0,0           | 19. Feb. 1963 |
| Sommerlinde n. Unterhalden                | BW   | 84360782709 | Vogt         | ⊙        | 0,0           | 31. Okt. 1969 |
| Sommerlinde s. Walddistrikt Lange Furt    | BW   | 84360782710 | Vogt         | ⊙        | 0,0           | 31. Okt. 1969 |
| Sommerlinde sso. Grund                    | BW   | 84360782701 | Vogt         | ⊙        | 0,0           | 23. Jan. 1962 |
| Sommerlinden in Bächel (Hofstelle Knörle) | BW   | 84360782702 | Vogt         | ⊙        | 0,0           | 23. Jan. 1962 |
| Sommerlinden in Rohrmoos (Hofstelle Groß) | BW   | 84360782715 | Vogt         | ⊙        | 0,0           | 11. März 1970 |
| Stieleiche n. Straße Heißen nach Vogt     | BW   | 84360782717 | Vogt         | ⊙        | 0,0           | 6. Okt. 1975  |
| Legende für Naturdenkmal                  |      |             |              |          |               |               |